# ODF3L2
ODF3L2 (англ. Outer dense fiber of sperm tails 3 like 2) – білок, який кодується однойменним геном, розташованим у людей на короткому плечі 19-ї хромосоми. Довжина поліпептидного ланцюга білка становить 289 амінокислот, а молекулярна маса — 30 781.
| 10         |  | 20         |  | 30         |  | 40         |  | 50         |
| ---------- |  | ---------- |  | ---------- |  | ---------- |  | ---------- |
| MGTLSCDSTP |  | RLATAPLGRR |  | VTEGQIPETG |  | LRKSCGTATL |  | ENGSGPGLYV |
| LPSTVGFINH |  | DCTRVASPAY |  | SLVRRPSEAP |  | PQDTSPGPIY |  | FLDPKVTRFG |
| RSCTPAYSMQ |  | GRAKSRGPEV |  | TPGPGAYSPE |  | KVPPVRHRTP |  | PAFTLGCRLP |
| LKPLDTSAPA |  | PNAYTMPPLW |  | GSQIFTKPSS |  | PSYTVVGRTP |  | PARPPQDPAE |
| IPGPGQYDSP |  | DANTYRQRLP |  | AFTMLGRPRA |  | PRPLEETPGP |  | GAHCPEQVTV |
| NKARAPAFSM |  | GIRHSKRAST |  | MAATTPSRPA |  | GHRLPGRCC  |  |            |

A: Аланін

C: Цистеїн

D: Аспарагінова кислота

E: Глутамінова кислота

F: Фенілаланін

G: Гліцин

H: Гістидин

I: Ізолейцин

K: Лізин

L: Лейцин

M: Метіонін

N: Аспарагін

P: Пролін

Q: Глутамін

R: Аргінін

S: Серин

T: Треонін

V: Валін

W: Триптофан

Задіяний у такому біологічному процесі, як альтернативний сплайсинг. 